# Strč prst skrz krk

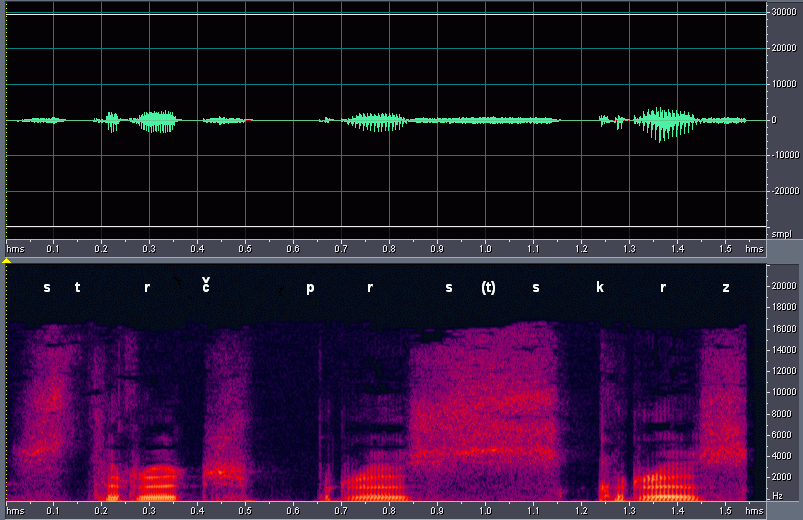
Cụm từ dưới dạng sóng và ảnh phổ.

Strč prst skrz krk (phát âm [str̩tʃ pr̩st skr̩s kr̩k] ⓘ) là một câu tiếng Séc và tiếng Slovak, nghĩa là "thọc ngón tay qua cổ họng".
Câu này nổi tiếng vì là một câu đúng về cả ngữ nghĩa lẫn cú pháp mà không có nguyên âm nào, lõi âm tiết là âm r âm tiết hoá, một đặc điểm xuất hiện trong một số ngôn ngữ Slav.
Cả tiếng Séc và tiếng Slovak đều có hai phụ âm nước âm tiết hoá: [r̩] và [l̩]. Ngoài ra, tiếng Séc còn có âm mũi đôi môi âm tiết hoá [m̩] (như trong từ sedm "bảy"). Kết quả là hai ngôn ngữ này có khá nhiều từ thiếu đi nguyên âm. Một số từ dài hơn không có nguyên âm là scvrnkls, čtvrthrst, và čtvrtsmršť.
Có một số câu nói khác mà cũng thiếu nguyên âm trong tiếng Séc và tiếng Slovak, ví dụ như prd krt skrz drn, zprv zhlt hrst zrn ("con chuột chũi đánh rắm qua bụi cỏ, (do) ban đầu (nó) nuốt nắm hạt".